# Louis Joseph Courtat
Louis Joseph Courtat, né le 6 septembre 1847 à Paris et mort le 11 août 1909 à Mandres-les-Roses, est un peintre français.

## Biographie
Louis Joseph Courtat est le fils d'André Auguste Courtat, fabricant de papiers peints et propriétaire du château de Dohem, et de Léocadie Joseph Fontaine.
Élève d'Alexandre Cabanel, il expose au Salon de 1873 à 1890.
En 1889, il épouse Louise Marie Léonie Courtat.
Il obtient une troisième médaille en 1873 et 1874, et une première médaille en 1875.
Il meurt à l'âge de 62 ans.

## Œuvres exposées aux Salons parisiens
- Sieste, au Salon de 1873
- Portrait de Mme *, au Salon de 1873
- Saint Sébastien, au Salon de 1874
- Léda, au Salon de 1875
- Portrait de Mlle Lebrun, au Salon de 1876
- Agar et Ismaël, au Salon de 1877
- Le printemps, au Salon de 1878
- Eve et ses enfants, au Salon de 1879
- Nymphe, au Salon de 1880
- Portrait de Mme S., au Salon de 1881
- Petite marchande d’oranges, au Salon de 1881
- Odalisque, au Salon de 1882
- Portrait de M. S., au Salon de 1882
- Le réveil de Vénus, au Salon de 1883
- Baigneuses, au Salon de 1885
- Saint-Jean-Baptiste, au Salon de 1886
- Nymphe, au Salon de 1887 (Toulouse)
- La Cigale, au Salon de 1888
- Sainte Marie-Madeleine, au Salon de 1889
- Nymphe des bois, au Salon de 1890